# دنیلا مئولی
دنیلا مئولی (انگلیسی: Daniela Meuli؛ زادهٔ ۶ نوامبر ۱۹۸۱) اسنوبردسوار اهل سوئیس است.